# Olette
Olette is een gemeente in het Franse departement Pyrénées-Orientales (regio Occitanie). De plaats maakt deel uit van het arrondissement Prades. Het gehucht Evol, onderdeel van de gemeente, is lid van Les Plus Beaux Villages de France. Olette telde op 1 januari 2022 337 inwoners.

## Geografie
De oppervlakte van Olette bedroeg op 1 januari 2022 28,95 vierkante kilometer; de bevolkingsdichtheid was toen 11,6 inwoners per km².

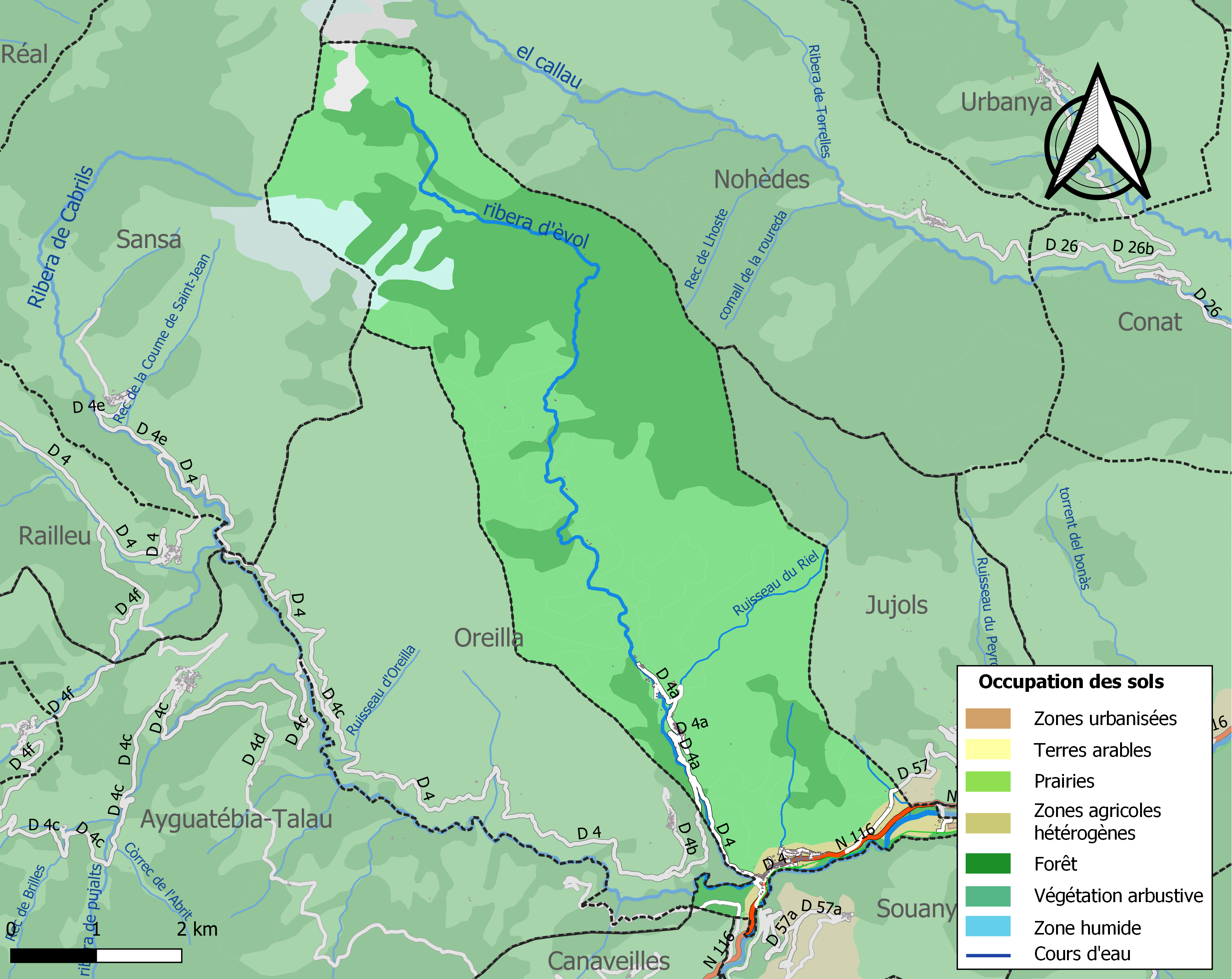
Kaart van de gemeente met de belangrijkste infrastructuur, bodemgebruik en omliggende gemeenten

## Verkeer en vervoer
In de gemeente ligt spoorwegstation Olette - Canaveilles-les-Bains.

## Demografie
Onderstaande figuur toont het verloop van het inwonertal (bron: INSEE-tellingen).

### Geboren in Olette
- Louis Delfau (1871-1937), schilder

## Galerij

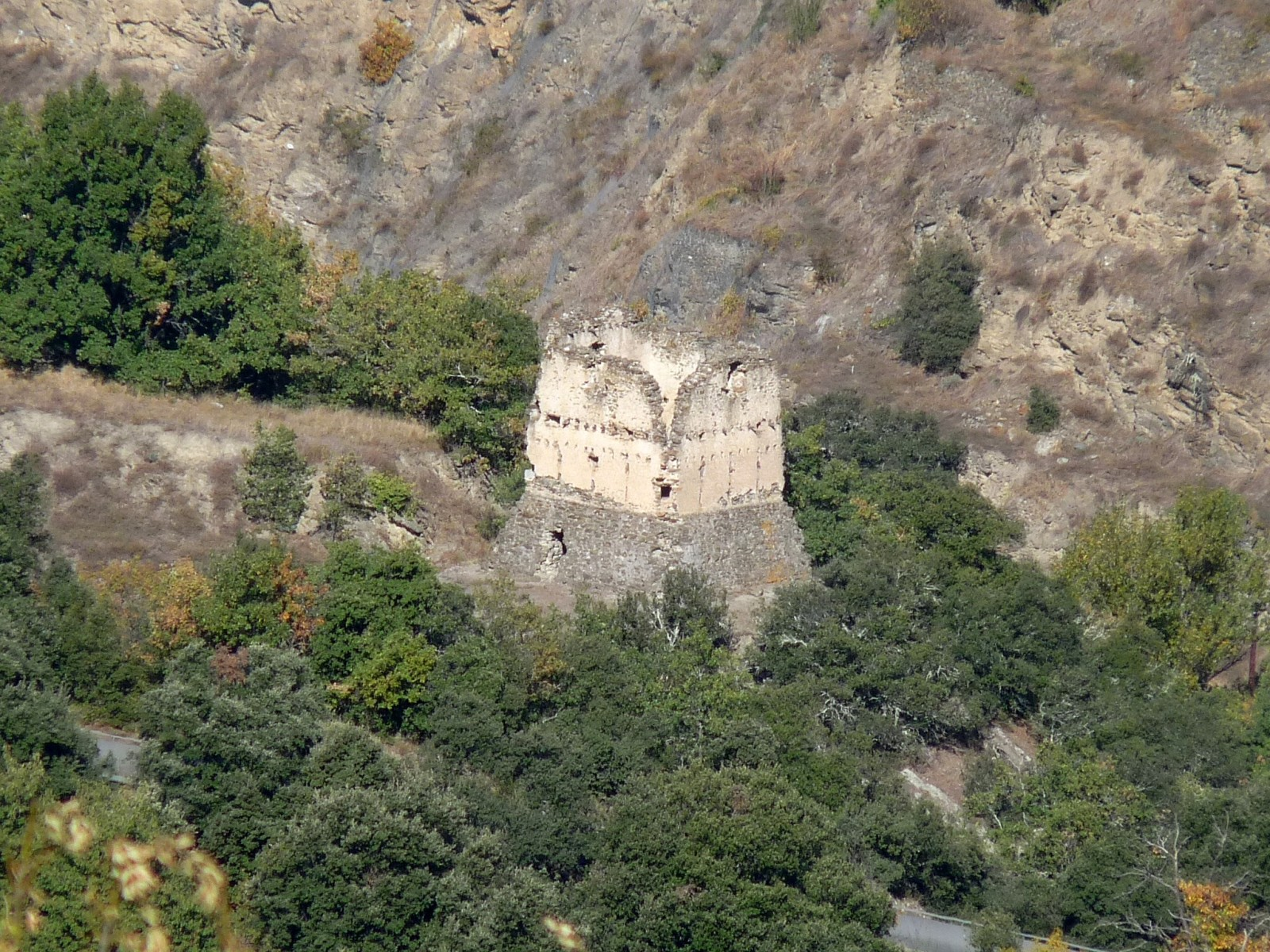
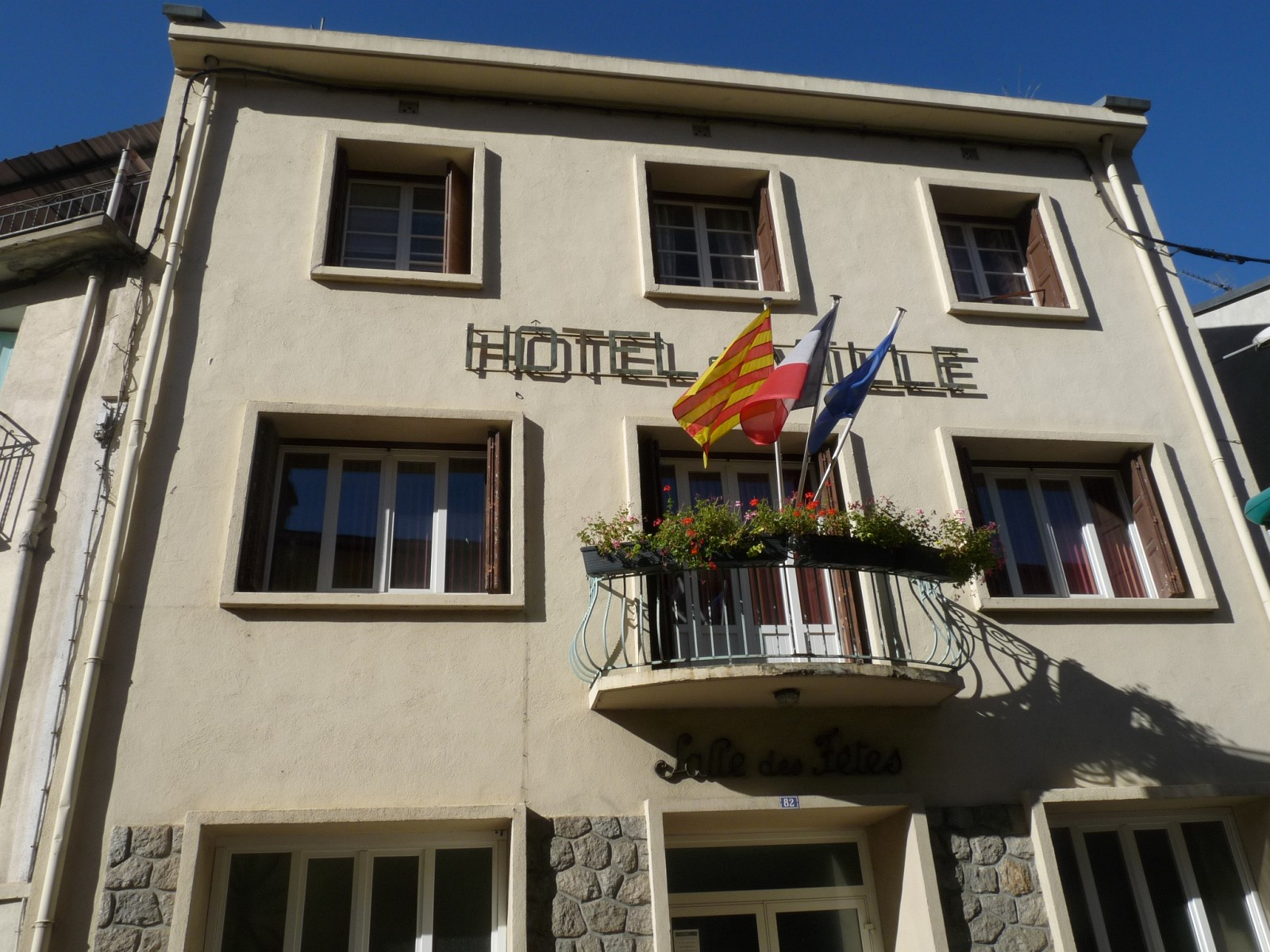
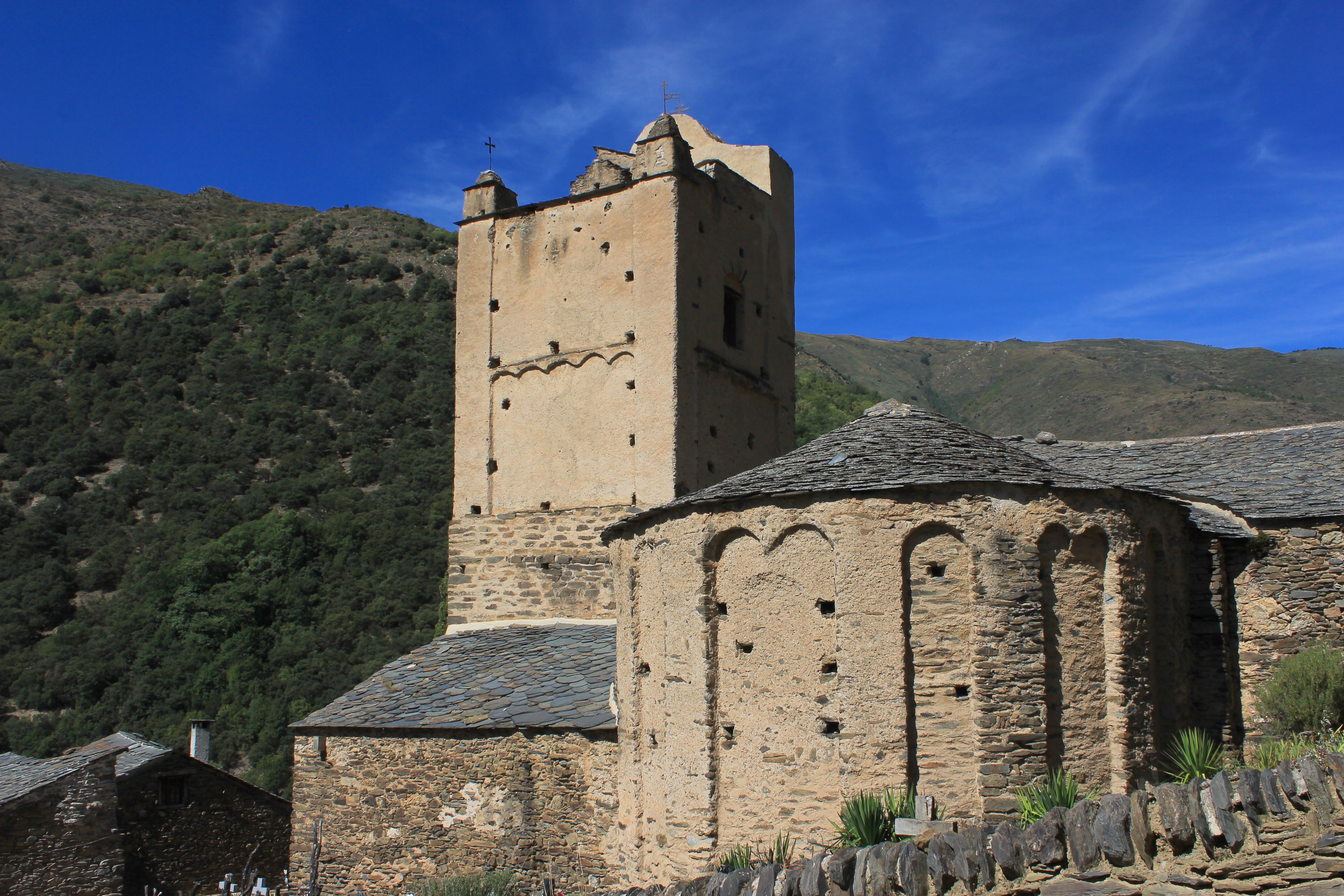